# Pan Vision
Pan Vision er et svensk forlag og distributør af interaktive underholdning (computerspil og andre -programmer).
Firmaet blev dannet i 2001 ved en sammenlægning af Pan Interactive, Vision Park, IQ Media Nordic, Young Genious og Levande Böcker. I 2006 omsatte firmaet for cirka 1 milliard SEK og havde 80 ansatte. I 2004 opkøbte man norske BJ Electronics samt Toptronic Oy med afdelinger i Finland, Sverige og Danmark. I 2011 blev filmafdelingen i Pan Vision frasolgt til Scanbox Entertainment. 
Firmaet indgår i Kooperativa Förbundets mediekoncern KF Media.

## Udgivelser
Herunder følger eksempler på computerspil udgivet under Pan Vision.
- Backpacker 2 og Backpacker Junior
- Spil baseret på Bjergkøbing Grandprix
- Blackout
- Spil baseret på LasseMajas detektivbyrå
- En række spil som spin-off af svenske tv-julekalendere